# MDロジス
MDロジス株式会社（エムディーロジス、英: MD LOGIS CORPORATION）は、東京都中野区に本社を置くセイノーホールディングスグループの物流会社。旧社名は三菱電機ロジスティクス株式会社。

## 事業
三菱電機グループ及び一般顧客より受託した電気、電子製品をはじめ、小物・軽量物から大物・重量物までと幅広い貨物の保管・荷役、包装、輸送・配送、搬入据付等の企業向け物流事業を国内外で展開している。
倉庫荷役および幹線輸送・配送サービスを担当するサービス子会社や物流情報システムの設計・開発を担当する子会社、また、中国・タイを中心に設立した海外現地法人、加えて同社グループ以外の一般物流企業との連携により、国内外の顧客企業の様々な物流ニーズに対応する事業を展開している。
包装サービスでは、各種包装設計・試験装置等を保有する｢包装技術センター｣とパッケージエンジニアリング技術により、品質維持・向上、効率化等に向けた包装改善提案を推進している。2009年9月には、ＩＳＴＡ(国際安全輸送協会)｢認定試験所｣を取得した。
一方、環境保全活動にも力を入れており、環境方針を制定し｢エコ・ロジスティクス活動｣を展開。近年稼動した企業向け物流事業施設では、太陽光発電システムやＬＥＤ照明等の導入を進めている。また、環境にやさしい車両の導入、トラック輸送から鉄道輸送等へのモーダルシフトを推進し、ＣＯ2排出量削減に努めている。また、同社の定めた運輸安全基本方針に基づく運輸安全マネジメント体制を構築し、輸送事故防止活動にも注力している。
2024年6月18日、セイノーホールディングスは同年10月1日付で本企業の株式のうち、議決権ベースで66.6%を取得し、連結子会社化すると発表した。三菱電機は引き続き33.4%を保有する。
社名もMDロジス株式会社に変更した。

## 沿革
- 1959年4月 - 会社新発足（創立日）。
- 1998年
  - 4月 -「菱電運輸株式会社」を「三菱電機ロジスティクス株式会社（略称「MDロジス」）」に社名変更。
  - 4月 - 中部ロジスティクスセンター本格稼働。
- 2001年4月 - 家電リサイクル品の物流運営業務受託を開始。
- 2003年10月 - 台湾に「菱電物流股份有限公司」を設立。
- 2004年
  - 3月 - ISO14001認証全社取得。
  - 10月 - タイ王国に現地法人「MELCO LOGISTICS（THAILAND）CO.,LTD」設立。
- 2006年
  - 8月 - 首都圏物流拠点を再編 北関東ロジスティクスセンター稼動。
  - 11月 - 香港に現地法人「MD LOGISTICS（HONG KONG）LIMITED」設立。
  - 12月 - 中国大連に現地法人「菱集国際貨運代理（大連）有限公司」設立。
- 2007年11月 - 中国上海に現地法人「菱集国際貨運代理（上海）有限公司」設立。
- 2012年
  - 6月 - 関東ロジスティクスセンター新1号棟建替え稼動。
  - 8月 - 包装技術センター「ISTA認定試験所」取得。
- 2013年10月 - 中部ロジスティクスセンター新倉庫稼動[6]。
- 2014年2月 - メキシコに現地法人「MELCO Logistics de Mexico, S.A. de C.V.」設立。
- 2015年
  - 4月 - 昇降機国際物流センター稼働[7]。
  - 4月 - 包装技術センター移転・稼働[8]。
- 2018年4月 - 国内荷役・配送サービス子会社を再編[9]。
- 2019年1月 - AEO制度認定通関業者の認定取得[10]。
- 2021年8月 - 広畑グローバルロジスティクスセンター一部稼働、同年12月全面稼働[11]。
- 2024年10月1日 - セイノーホールディングスが本企業の株式の66.6%を取得し、連結子会社化。同時に商号を「MDロジス株式会社」に変更[4]。

## 関係会社
| - 株式会社MDロジスシステムソリューションズ - 愛知県名古屋市 - MDロジスフィールドサービス株式会社 - 東京都渋谷区 - MDロジス産機サービス株式会社 - 愛知県名古屋市 - MDロジス商品サービス株式会社 - 兵庫県尼崎市 - 株式会社リョーウンエキスプレス - 東京都渋谷区 - 義勇海運株式会社 - 兵庫県神戸市 - 義勇梱包株式会社 - 兵庫県神戸市 - 義勇港運株式会社 - 兵庫県神戸市 - 中谷機工株式会社 - 兵庫県尼崎市 | - MELCO LOGISTICS (THAILAND) Co., Ltd - タイ - K.G.M. SERVICES CO., LTD. - タイ - 菱集国際貨運代理（大連）有限公司 - 中国 - 菱集国際貨運代理（上海）有限公司 - 中国 - 菱集物流（香港）有限公司 - 香港 - 菱電物流股份有限公司 - 台湾 - MELCO Logistics de Mexico, S.A. de C.V. - メキシコ |